# Victor Caire
Victor Caire (* 1993 in Aix-en-Provence, Département Bouches-du-Rhône) ist ein französischer Filmregisseur.

## Karriere
Victor Caire wurde 1993 in Aix-en-Provence geboren und besuchte die Hochschule für Animation „MoPA“ in Frankreich. Mit seinen Studienkollegen wurde der Film Garden Party verwirklicht, der im Jahr 2016 auf dem Festival du Court-Métrage de Clermont-Ferrand veröffentlicht wurde. Für seine Beteiligung erhielten er und Gabriel Grapperon bei der Oscarverleihung 2018 eine Nominierung in der Kategorie „Bester animierter Kurzfilm“. Neben seiner Tätigkeit als Regisseur war er zudem auch für den Sound verantwortlich. Die Oscar-Auszeichnung erhielten jedoch Glen Keane und Kobe Bryant für ihren Kurzfilm Dear Basketball, der die Kindheitsträume bis hin zur 20-jährigen Karriere von Bryant zeigt.